# Rainer Schultze-Kraft
Rainer Schultze-Kraft (* 8. November 1941 in Freiburg im Breisgau; † 16. Februar 2024 ebenda) war ein deutscher Agrarwissenschaftler. Sein Engagement diente insbesondere der Erhaltung und nachhaltigen Nutzung genetischer Ressourcen von Futterpflanzen in den Tropen und Subtropen. Sein offizielles botanisches Autorenkürzel lautet „Schultze-Kr.“.

## Leben
Nach dem Abitur in Heidelberg 1960 arbeitete Schultze-Kraft sechs Jahre auf der Hazienda Buritaca bei Santa Marta in Kolumbien. Von 1967 bis 1972 studierte er Agrarwissenschaften mit Spezialisierung in tropischer Landwirtschaft an der Justus-Liebig-Universität Gießen. Er wurde 1976 an derselben Universität promoviert mit einem Thema über die Eignung von Arten und Ökotypen der Leguminosengattung Stylosanthes (Dalbergieae) zur Weideverbesserung in tropischen Savannen Südamerikas, am Beispiel der kolumbianischen Llanos Orientales, betreut von dem Pflanzenbauwissenschaftler Jochen Alkämper. Während der Untersuchungen für seine Doktorarbeit arbeitete er ab 1973 am internationalen Agrarforschungsinstitut Centro Internacional de Agricultura Tropical (CIAT) in Palmira, Kolumbien, zuerst als Visiting Research Associate, angeleitet von dem australischen Agronomen Bela ''Bert'' Grof. Ab 1976 leitete er als Senior Scientist die Abteilung für Futterpflanzengenetische Ressourcen im Tropischen Weidewirtschaftsprogramm des CIAT.
Von 1991 bis 2007 war Schultze-Kraft ordentlicher Professor für Weidewirtschaft in den Tropen und Subtropen am Institut für Pflanzenproduktion und Agrarökologie in den Tropen und Subtropen der Universität Hohenheim in Stuttgart.
Nach dem Eintritt in den Ruhestand 2007 lebte er abwechselnd in Ginebra (Valle del Cauca), Kolumbien und im Schwarzwald. Er war mit der Kolumbianerin María Cecilia Tascón verheiratet, mit der er zwei Söhne und eine Tochter hatte. Rainer Schultze-Kraft war der jüngere Bruder des Übersetzers und Herausgebers für lateinamerikanische Literatur Peter Schultze-Kraft (* 1937).

## Leistungen
Schultze-Krafts wissenschaftliches Hauptinteresse galt der Identifizierung von gut verdaulichen und von Nutztieren akzeptierten Futterleguminosen, die an typische, sehr saure Böden der Tropen und Subtropen angepasst waren. Da es in internationalen und nationalen Genbanken an solchen Pflanzenarten mangelte, unternahm Schultze-Kraft fast 40 Sammelreisen in Süd- und Mittelamerika, Mexiko, Südostasien und Afrika, wo er zusammen mit lokalen Wissenschaftlern Samen potentieller Futterpflanzen aufsammelte. Sein besonderes Interesse galt den Leguminosengattungen Stylosanthes, Desmodium und Centrosema, später auch Futterbüschen von Arten der Gattungen Cratylia und Flemingia sowie Desmodium und Desmodium-verwandten Arten. Die gesammelten Samenmuster (engl. Accessions) durchliefen nach ihrer Einführung nach Kolumbien ein festgelegtes Charakterisierungs- und Evaluierungs-Schema. Die meisten der über 20.000 von Schultze-Kraft gesammelten Accessions werden noch immer in der Genbank von CIAT aufbewahrt. Während der Evaluierung großer Kollektionen der gesammelten potentiellen Futterleguminosen wurden häufig bisher botanisch unbeschriebene Pflanzentypen oder sogar neue Pflanzenarten aufgefunden, die Schultze-Kraft in Zusammenarbeit mit verschiedenen Pflanzensystematik-Spezialisten veröffentlichte. Daran arbeitete er auch noch nach seinem Eintritt in den Ruhestand weiter.
Weiterhin zeichnete Rainer Schultze-Kraft sich aus durch
- Die Neugründung 2012 der wissenschaftlichen Zeitschrift Tropical Grasslands-Forrajes Tropicales (open-access online) in Zusammenarbeit mit dem Australier Lyle Winks, die erst durch CIAT und heute durch die Alliance of Bioversity International and the International Center for Tropical Agriculture (CIAT)  publiziert wird[3]
- Beschreibung mehrerer neuer Pflanzenarten in den Gattungen Centrosema und Stylosanthes sowie taxonomische Revisionen dieser Gattungen.
- Um die 300 wissenschaftliche Fachpublikationen zusammen mit Kolleginnen, Kollegen und betreuten Studierenden.[1]
- Zusammen mit seinem Bruder Peter Schultze-Kraft, literarische Übersetzungen aus dem Spanischen, unter anderem einiger Werke von Tomás González und Pedro Badrán.[4][5]

## Auszeichnungen
- 1997 Fellow der Tropical Grassland Society von Australien[1]
- 2009 CIAT Emeritus Status[1]
- 2016 Freundschaftspreis (China)[1]
- 2022 International Science and Technology Cooperation Award der chinesischen Provinz Hainan[1]

## Ausgewählte Schriften

### Bücher und Buchkapitel
- R. Schultze-Kraft 1976. Untersuchungen über die Eignung von Arten und Ökotypen der Leguminosen¬gattung Stylosanthes zur Weideverbesserung in tropischen Savannen Südamerikas, am Beispiel der kolumbianischen Llanos Orientales. Doctoral thesis, Justus-Liebig-Universität Gießen, Germany. 244 S.
- R. Schultze-Kraft und R.J. Clements, eds., 1990. Centrosema: Biology, agronomy, and utilization (No. 92). CIAT, Cali, Colombia.
- R. Schultze-Kraft und D.C. Giacometti, 1979. Genetic resources of forage legumes for the acid, infertile savannas of tropical America. Pasture production in acid soils of the tropics, S. 55–64.
- Toledo, J.M. and R. Schultze-Kraft, 1982. Metodología para la evaluación agronómica de pastos tropicales. CIAT, Cali, Colombia.

### Übersichtsartikel
- R. Schultze-Kraft, Y. Hubiao, T. Jun und Guodao, L. 2023. Stylosanthes guianensis CIAT 184–review of a tropical forage legume. Tropical Grasslands-Forrajes Tropicales, Vol. 11, No. 2, S. 95–120.
- R. Schultze-Kraft, M. Peters und P. Wenzl, 2020. A historical appraisal of the tropical forages collection conserved at CIAT. Genetic Resources, Vol. 1, No. 2, S. 51–68.
- R. Schultze-Kraft, L. Winks, C. Bai, R.J. Clements, A. Larbi, M. Peters und C.B. Valle, 2013. Empowering the next generation of tropical forage researchers: A new e-journal for the 21st Century. In: Michalk, D.L., Millar, G.D., Badgery, W.B. and Broadfoot, K.M. (eds.). Revitalising grasslands to sustain our communities: Proceedings of the XXII International Grassland Congress, Sydney, Australia, 15-19 September 2013. Australia: New South Wales Department of Primary Industry: 1950-1952.

### Forschungsartikel
- J. Alkämper und R. Schultze-Kraft 1981. The suitability of Stylosanthes species for improving pastures in the savanna regions of Colombia. Plant Research and Development, Vol. 9, S. 24–35.
- M.S. Andersson, C.E. Lascano, R. Schultze‐Kraft und M. Peters, 2006. Forage quality and tannin concentration and composition of a collection of the tropical shrub legume Flemingia macrophylla. Journal of the Science of Food and Agriculture, Vol. 86, No. 7, S. 1023–1031.
- M.S. Andersson, M. Peters, R. Schultze-Kraft, G. Gallego und M.C. Duque, 2006. Molecular characterization of a collection of the tropical multipurpose shrub legume Flemingia macrophylla. Agroforestry Systems, Vol. 68, S. 231–245.
- M.S. Andersson, R. Schultze-Kraft, M. M, PetersC. Duque und G. Gallego, 2007. Extent and structure of genetic diversity in a collection of the tropical multipurpose shrub legume Cratylia argentea (Desv.) O. Kuntze as revealed by RAPD markers. Electronic Journal of Biotechnology, Vol. 10 No. 3, S. 386–399.
- M.S. Andersson, R. Schultze-Kraft, M. Peters, B. Hincapie und C.E. Lascano, 2006. Morphological, agronomic and forage quality diversity of the Flemingia macrophylla world collection. Field Crops Research, Vol. 96, No. 2-3, S. 387–406.
- T. Calles, R. Schultze-Kraft und O. Guenni, 2016. Biogeographical studies of Venezuelan species of Stylosanthes (Leguminosae). Acta Botanica Venezuelica, Vol. 39, No. 2, S. 180–202.
- L. Coradin und R. Schultze-Kraft 1990. Germplasm collection of tropical pasture legumes in Brazil. Tropical Agriculture, Vol. 67, No. 2, S. 98–100.
- B. Heider, M.S. Andersson und R. Schultze-Kraft 2007. RAPD variation among north Vietnamese Flemingia macrophylla (Willd.) Kuntze ex Merr. accessions. Plant Conservation and Biodiversity, S. 43–57.
- B. Heider, E. Fischer, T. Berndl, und R. Schultze-Kraft 2009. Genetic relationships among accessions of four species of Desmodium and allied genera (Dendrolobium triangulare, Desmodium gangeticum, Desmodium heterocarpon, and Tadehagi triquetrum). Tropical Conservation Science, Vol. 2, No. 1, S. 52–69.
- G. Keller-Grein, R. Schultze-Kraft, L.H. Franco und G. Ramirez, 2000. Multilocational agronomic evaluation of selected Centrosema pubescens germplasm on acid soils. Tropical Grasslands, Vol. 34, No. 2, S. 65–77.
- L. Muhr, S.A. Tarawali, M. Peters und R. Schultze-Kraft, 2001. Acceptability of forage legumes for improved fallows–first experiences of agro-pastoralists in subhumid southwest Nigeria. Experimental Agriculture, Vol. 37, No. 4, S. 495–507.
- M. Peters, H. Kramer, S.A. Tarawali und R. Schultze-Kraft, 1998. Characterization of a germplasm collection of the tropical pasture legume Centrosema brasilianum in subhumid west Africa. The Journal of Agricultural Science, Vol. 130, No. 2, S. 139–147.
- M. Peters, S.A. Tarawali, und R. Schultze-Kraft, 2000. Relative palatability and seasonal agronomic performance of selected pasture legumes for species mixtures in dry-subhumid West Africa. Experimental Agriculture, Vol. 36, No. 3, S. 353–368.
- R. Schultze-Kraft und J. Belalcázar, 1988. Germplasm collection and preliminary evaluation of the pasture legume Centrosema brasilianum (L.) Benth.(137). Tropical Agriculture, Vol. 65, No. 2, S. 137–144.
- R. Schultze-Kraft und G. Keller-Grein, 1985. Testing new Centrosema germplasm for acid soils. Tropical Grasslands, Vol. 19, No. 4, S. 171–180.
- R. Schultze-Kraft, I.M. Rao, M. Peters, R.J. Clements, C. Bai und G. Liu, 2018. Tropical forage legumes for environmental benefits: An overview. Tropical Grasslands-Forrajes Tropicales, Vol. 6, No. 1, S. 1–14.
- C.J. Thomson, R.J. Clements und R. Schultze-Kraft, 1997. An evaluation of seventy-one accessions of Centrosema pascuorum at Katherine, Northern Australia. Genetic Resources Communication, No. 25, S. 1–14.

### Forschungsartikel über Pflanzensystematik und Taxonomie
- T. Calles und R. Schultze-Kraft 2009. Una nueva especie Venezolana de Stylosanthes (Leguminosae: Papilionoideae: Dalbergieae). Acta Botánica Venezuelica, Vol. 32, No. 1, S. 153–157.
- T. Calles und R. Schultze-Kraft 2010a. Stylosanthes falconensis (Leguminosae, Papilionoideae, Dalbergieae), a new species endemic to Venezuela. Kew Bulletin, Vol. 65, No. 1, S. 73–76.
- T. Calles and R. Schultze-Kraft 2010b. Re-establishment of Stylosanthes gracilis (Leguminosae) at species level. Kew Bulletin, Vol. 65, No. 2, S. 233–240.
- T. Calles and R. Schultze-Kraft 2016. New species, nomenclatural changes and recent taxonomic studies in the genus Stylosanthes (Leguminosae): An update. Tropical Grasslands-Forrajes Tropicales, Vol. 4, No. 2, S. 122–128.
- B.G. Cook und R. Schultze-Kraft 2015. Botanical name changes–nuisance or a quest for precision? Tropical Grasslands-Forrajes Tropicales, Vol. 3, No. 1, S. 34–40.
- B.G. Cook und R. Schultze-Kraft 2020. Clearing confusion in Stylosanthes taxonomy. 1. S. seabrana BL Maass &'t Mannetje. Tropical Grasslands-Forrajes Tropicales, Vol. 8, No. 1, S. 40–47.
- B.G. Cook und R. Schultze-Kraft 2021. Clearing confusion in Stylosanthes taxonomy. 3. S. hamata sensu stricto vs. S. hamata sensu lato. Tropical Grasslands-Forrajes Tropicales, Vol. 9, No. 3, S. 348–358.
- N.M. de Sousa Costa und R. Schultze-Kraft, 1990. Biogeografia de Stylosanthes capitata Vog. e S. guianensis Sw. var. pauciflora. Pesquisa Agropecuária Brasileira, 25(11), S. 1547–1554.
- R. Schultze-Kraft und J. Belalcázar, 1993. Una nueva variedad de Centrosema macrocarpum Benth. (Leguminosae: Papilionoideae) de los Andes colombianos. Caldasia, Vol. 18, No. 86(1), S. 45–48.
- R. Schultze-Kraft und R.J. Williams, 1990. Una nueva especie de Centrosema (DC.) Benth. (Leguminosae: Papilionoideae) del Orinoco. Caldasia, Vol. 16, No. 77, S. 133–137.
- R. Schultze-Kraft, B.G. Cook und A. Ciprián, 2020. Clearing confusion in Stylosanthes taxonomy. 2. S. macrocephala MB Ferreira & Sousa Costa vs. S. capitata Vogel and S. bracteata Vogel. Tropical Grasslands-Forrajes Tropicales, Vol. 8, No. 3, S. 250–262.

## Übersetzungen literarischer Werke
- Tomás González. Roman. Aus dem Spanischen von Rainer Schultze-Kraft und Peter Schultze-Kraft. S. Fischer Verlag, Frankfurt am Main. 2012. 176 Seiten. ISBN 978-3-10-026605-7.
- Tomás González. Was das Meer ihnen vorschlug. Roman. OT: Temporal. Aus dem Spanischen von Rainer und Peter Schultze-Kraft. Mare Verlag, Hamburg. 2016. 160 Seiten. ISBN 978-3-86648-231-9.
- Pedro Badrán. Der Mann mit der magischen Kamera. Ein karibischer Roman. Aus dem Spanischen von Peter und Rainer Schultze-Kraft (Übersetzer). Edition 8, Zürich, 2019. 224 Seiten. ISBN 978-3-85990-359-3.
- Dario Ruiz Gomez. Bei den Heiden. Erzählungen von Liebe, Gewalt und Einsamkeit. Band der Reihe „Reihe Durian“. Aus dem Spanischen von Peter und Rainer Schultze-Kraft, Gert Loschütz, Michi Strausfeld und Jan Weiz. Edition 8, Zürich, 2011. 144 Seiten. ISBN 978-3-85990-166-7.